# Santuario della Madonna di Loreto (Torre Pallavicina)
Il santuario della Madonna di Loreto è un edificio di culto cattolico nel comune italiano di Torre Pallavicina, in provincia di Bergamo e diocesi di Cremona; fa parte della zona pastorale 1.

## Storia
Dove  si trova l'edificio, era presente una piccola cappella risalente al 1621. Questa era stata edificata grazie alla volontà di Vincenzo Molani, mugnaio presso il locale “Molino di Basso”, che doveva assolvere a un voto fatto alla Madonna di Loreto. In essa fece dipingere l'immagine della Madonna di Loreto circondata da angeli, con l'effige di san Carlo Borromeo alla sua destra e di san Vincenzo Ferrer alla sua sinistra.
Dopo qualche anno, a causa dell'aumento del numero dei fedeli che giungevano a venerare l'immagine, il marchese Galeazzo Pallavicino, signore di Torre, fece costruire davanti alla cappella un atrio, simile ad un portico, in modo da contenerli.
Nell'agosto 1637, il successore di Galeazzo, Adalberto, chiese al vescovo di Cremona Pietro Campori di poter costruire una chiesa che potesse contenere i sempre più numerosi fedeli, richiamati dai miracoli attribuiti alla Madonna. Il permesso fu accordato il 24 maggio 1638. 
La chiesa, iniziata nello stesso anno da Adalberto Pallavicino e completata dal successore di questi Alessandro Galeazzo, fu progettata da Rinaldo Cambiaghi. L'immagine della Madonna (privata dei due santi) è custodita in un'edicola marmorea.
Nel 1949 una famiglia locale donò alla chiesa un nuovo altare, che il 16 agosto dello stesso anno fu consacrato dall'arcivescovo Giovanni Cazzani.